# Triumph Tiger Explorer
Die Triumph Tiger Explorer [ˈtaɪgəʳ ɪkˈsplɔ:ʳəʳ] war ein Motorrad des britischen Fahrzeugherstellers Triumph Motorcycles. Die Reiseenduro wurde am 8. November 2011 auf der Motorradmesse EICMA in Mailand präsentiert und wird im englischen Hinckley hergestellt. Verkaufsstart war im März 2012. Seit November 2017 wird die Triumph Tiger Explorer als Tiger 1200 vermarktet, wobei es sich hier um eine intensive Modellpflege, aber kein vollständig neues Modell handelt.

## Technik

### Antrieb
Der Antrieb erfolgt durch einen flüssigkeitsgekühlten Dreizylindermotor mit 1215 cm³ Hubraum. Der Reihenmotor erzeugt eine Nennleistung von 101 kW (137 PS) und ein maximales Drehmoment von 121 Nm bei einer Drehzahl von 6400 min−1. Mit der 2016 für EURO4 geänderten Abstimmung stiegen die Werte auf 102KW und 123Nm. Die vier Ventile je Zylinderkopf werden von zwei obenliegenden, kettengetriebenen Nockenwellen über Tassenstößel angesteuert. Die drei Zylinder haben eine Bohrung von ⌀ 85,6 mm Durchmesser, die Kolben einen Hub von 71,4 mm bei einem Verdichtungsverhältnis von 11:1.
Eine zweistufige Traktionskontrolle regelt den Vortrieb. Das Motorrad beschleunigt in 3,5 Sekunden von 0 auf 100 km/h und erreicht eine elektronisch abgeregelte Höchstgeschwindigkeit von 210 km/h.

### Fahrwerk
Das Fahrwerk baut auf einem Gitterrohrrahmen aus Stahl auf. Eine Einarmschwinge aus Aluminium mit Momentabstützung führt das Hinterrad, eine UpsideDown-Teleskopgabel mit ⌀ 46 mm Durchmesser das Vorderrad. Die Kraftumwandlung erfolgt durch ein klauengeschaltetes Sechsganggetriebe, die Krafttrennung durch eine Mehrscheiben-Nasskupplung im Ölbad und der Sekundärantrieb über einen Kardanantrieb. Die Kupplung wird hydraulisch betätigt. Die Zulässige Gesamtmasse beträgt 481 kg. Ab 2016 ist auch ein elektronisch geregeltes, semiaktives Fahrwerk verfügbar.

### Bremsanlage
Am Vorderreifen verzögert eine Doppelscheibenbremse mit ⌀ 305 mm Durchmesser und schwimmend gelagerten Bremsscheiben mit 4-Kolben-Festsättel von Nissin, ab 2016 von Brembo, am Heck eine Scheibenbremse mit 282 mm Durchmesser und 2-Kolben-Schwimmsattel. Ein abschaltbares Antiblockiersystem unterstützt die Bremsanlage. Ab 2016 ist das Bremssystem teilintegral, es wird bei Betätigung der vorderen Bremse auch gleichzeitig die hintere Bremse mit betätigt. Außerdem stehen verschiedene Modi zur Verfügung, mit denen das Bremssystem auf den jeweiligen Verwendungszweck spezieller abgestimmt ist. Weiterhin ist das System um eine schräglagenabhängige Regelung erweitert worden, das sogenannte Kurven-ABS.

### Kraftstoffversorgung
Die Gemischbildung erfolgt durch eine als Multipoint bezeichnete, elektronische gesteuerte, sequenzielle Kraftstoffeinspritzung. Die Zündung erfolgt digital gesteuert durch eine transistorgesteuerte Zündkerze je Zylinder. Der Hersteller empfiehlt die Verwendung von bleifreiem Motorenbenzin mit einer Klopffestigkeit von mindestens 91 Oktan. Der Kraftstofftank hat ein Volumen von 20 Liter, davon sind 4 Liter Reserve. Der durchschnittliche Kraftstoffverbrauch beträgt 5,5 Liter auf 100 km.

### Elektrisches System
Die Gasgriffstellung wird elektronisch über ein Ride-by-Wire-System in die entsprechende Drosselklappenstellung umgesetzt. Die Starterbatterie hat eine Kapazität von 18 Ah und versorgt den elektrischen Anlasser. Die Lichtmaschine erzeugt eine elektrische Leistung von 950 Watt und versorgt neben der Zündung- und Lichtanlage auch die Bordsteckdose im Cockpit, den Bordcomputer mit LCD-Anzeige und Tempomat sowie die Griff- und Sitzheizung. Armaturen und Instrumente wurden von der Triumph Tiger 800 übernommen.

### Abgasanlage
Die Abgasaufbereitung erfolgt durch einen geregelten Katalysator und erfüllt die Schadstoffklasse EURO3, ab 2016  EURO4. Die drei Abgaskrümmer münden am Heck auf der rechten Fahrzeugseite in einen Endschalldämpfer aus Edelstahl.

## Marktpositionierung
Die Tiger Explorer ist in der Klasse von Reiseenduros mit 1200 cm³ Hubraum überdurchschnittlich motorisiert.
| Hersteller | Name                      | Motor | Hubraum | kW  | PS  | Nm  |
| ---------- | ------------------------- | ----- | ------- | --- | --- | --- |
| KTM        | 1190 Adventure            | V2    | 1195    | 110 | 150 | 125 |
| Ducati     | Multistrada 1200          | V2    | 1198    | 110 | 150 | 119 |
| Triumph    | Tiger Explorer            | R3    | 1215    | 101 | 137 | 121 |
| Honda      | VFR 1200 X Crosstourer    | V4    | 1237    | 95  | 129 | 126 |
| Aprilia    | ETV 1200 Caponord         | V2    | 1197    | 94  | 128 | 116 |
| Benelli    | TreK 1130                 | R3    | 1131    | 92  | 125 | 112 |
| BMW        | R 1200 GS (K50)           | B2    | 1170    | 92  | 125 | 125 |
| Kawasaki   | Versys 1000               | R4    | 1043    | 87  | 118 | 102 |
| Yamaha     | XT 1200 Z Super Ténéré    | R2    | 1199    | 81  | 110 | 114 |
| BMW        | R 1200 GS Adventure (K51) | B2    | 1170    | 92  | 125 | 125 |
| Moto Guzzi | Stelvio 1200              | V2    | 1151    | 77  | 105 | 113 |

## Kritiken
„Mit der Tiger Explorer beansprucht Triumph eine Spitzenposition im Feld der Reiseenduros. Höchste Spitzenleistung im Segment, hochwertige Komponenten sowie Assistenzsysteme und umfangreiche Ausstattung serienmäßig sind Fakten, die das Bike zu einer ernstzunehmenden Konkurrenz für den bislang unangefochtenen Champion BMW R 1200 GS machen könnten.“

„Auch am Fahrverhalten gibt es nichts zu meckern; ebenso stabil wie agil nimmt die Britin jede Art von Straße unter die Räder. Je enger das Kurvengeflecht wird, desto mehr spürt der Fahrer das hohe Gewicht von 277 Kilogramm (mit Vollausstattung, ohne Koffer) und den hohen Schwerpunkt – da ist die BMW mit 245 Kilo klar im Vorteil. Nicht ganz perfekt die Telegabel: Sie taucht bei hartem Bremsen tief ein, was die ABS-Regelung beeinträchtigt. Bestechen kann die Explorer mit ihrer vollständigen Ausstattung.“

„Überraschend quirlig präsentiert sich die Maschine dann aber beim Fahren. Dem Motor fehlt es im Drehzahlkeller vielleicht ein wenig an Bums – das kann die GS mit dem Boxer besser. Aber dafür kreischt und faucht er obenrum wie ein wildgewordener Tiger umso besser. Auf der Autobahn ist die Explorer in ihrem Metier: Längere Etappen – auch bei konstant Tempo 180 – lassen sich auch dank des guten Windschilds (per Hand leicht zu verstellen) locker bewältigen.“

„Leichtfüßig geht es um Kurven und im Schritttempo um enge Wendungen, stabil schiebt sich die Tiger auf der Autobahn durch schubsende Luftschichten zwischen den Lkw. Der Komfort lag den Entwicklern besonders am Herzen – und das merkt man.“

„Beim Rangieren fühlt es sich an, als müsste man ein tonnenschweres Rindvieh in Bewegung setzen. Der extrem hoch bauende Motor hängt in dem formschönen Stahl-Gitterrohrrahmen und sorgt so für einen enorm hohen Schwerpunkt. In Betrieb verflüchtigen sich die anfänglichen Ängste bezüglich des stattlichen Gewichts von 260 Kilogramm, die sich im direkten Vergleich mit der BMW GS aber bedeutend schwerer anfühlen.“